# Бюст И. С. Тургенева (Орёл)
Памятник И. С. Тургеневу — бюст русского писателя, классика русской литературы И. С. Тургенева в парке Дворянское гнездо в городе Орле.

## Описание
Ныне (2020) в городе Орле установлены четыре памятника в честь великого русского писателя-орловца И. С. Тургенева. Один из них располагается в историческом центре Орла, на территории литературно-культурного заповедника города в живописном месте «Дворянское гнездо» на берегу реки Орлик. Памятник был установлен в 1968 году во время благоустройства парка Дворянское гнездо в год 150-летия со дня рождения писателя. Бюст Тургенева и постамент сделаны из серого гранита по проекту московского скульптора Г. П. Бессарабского.
Первое открытие бюста И. С. Тургенева состоялось в парке в 1903 году, который являлся копией с оригинала работы М. М. Антокольского (бюст был создан в 1880 году, в последующем утерянный). Газета «Орловский вестник» извещала своих читателей: «4 июня в саду Общества любителей изящных искусств состоялось торжественное открытие бюста нашего великого земляка И. С. Тургенева».